# Midwinter Fires
Midwinter Fires è il terzo album in studio del gruppo musicale britannico Fire + Ice, pubblicato nel 1995.

## Tracce
1. Fael Inis – 5:04
2. The Cause – 4:18
3. Reaper Man – 4:02
4. High Gallows Tree – 4:18
5. Olofaet – 2:44
6. Wisdom, Strengo, Ellen, Bliss – 3:29
7. Senlac – 4:47
8. Aceldama – 1:01
9. The Wind That Shakes The Barley – 4:04
10. Midwinter Fires – 2:07
11. Fokstua Hall – 4:19
12. Nine Doors – 3:48

Durata totale: 44:17

## Crediti

### Musicisti
- Ian Read – voce
- Matthew Butler - tastiere, percussioni, flauto, voce (sulla traccia 3)
- Ian Pirrie - chitarra acustica, basso (sulla traccia 2)
- Joolie Woods - violino, tastiere (sulla traccia 9), voce

### Personale tecnico
- Peter Chapman - tecnino del suono, fotografo
- Simon Daniels - tecnicno del suono
- Matthew Butler– produttore
- Ian Read – produttore

### Altri riconoscimenti
- Les Randall
- Lin Randall
- Simon Norris
- Ingrid Fischer
- Phil Hine
- Rachel Bennet
- Esbat Music
- Bob Williams
- Stephani Williams
- David Tibet
- Douglas Pearce